# مرکوری مونتکلیر
مرکوری مونتکلیر (Mercury Montclair) خودرویی است که در سال‌های ۱۹۵۵ تا ۱۹۶۰، ۱۹۶۴-۱۹۶۸تولید شده‌است.
این خودرو در کلاس خودرو سایز بزرگ قرار گرفته، طراحی آن خودروهای موتور جلو-محور عقب بوده است. 

## نگارخانه

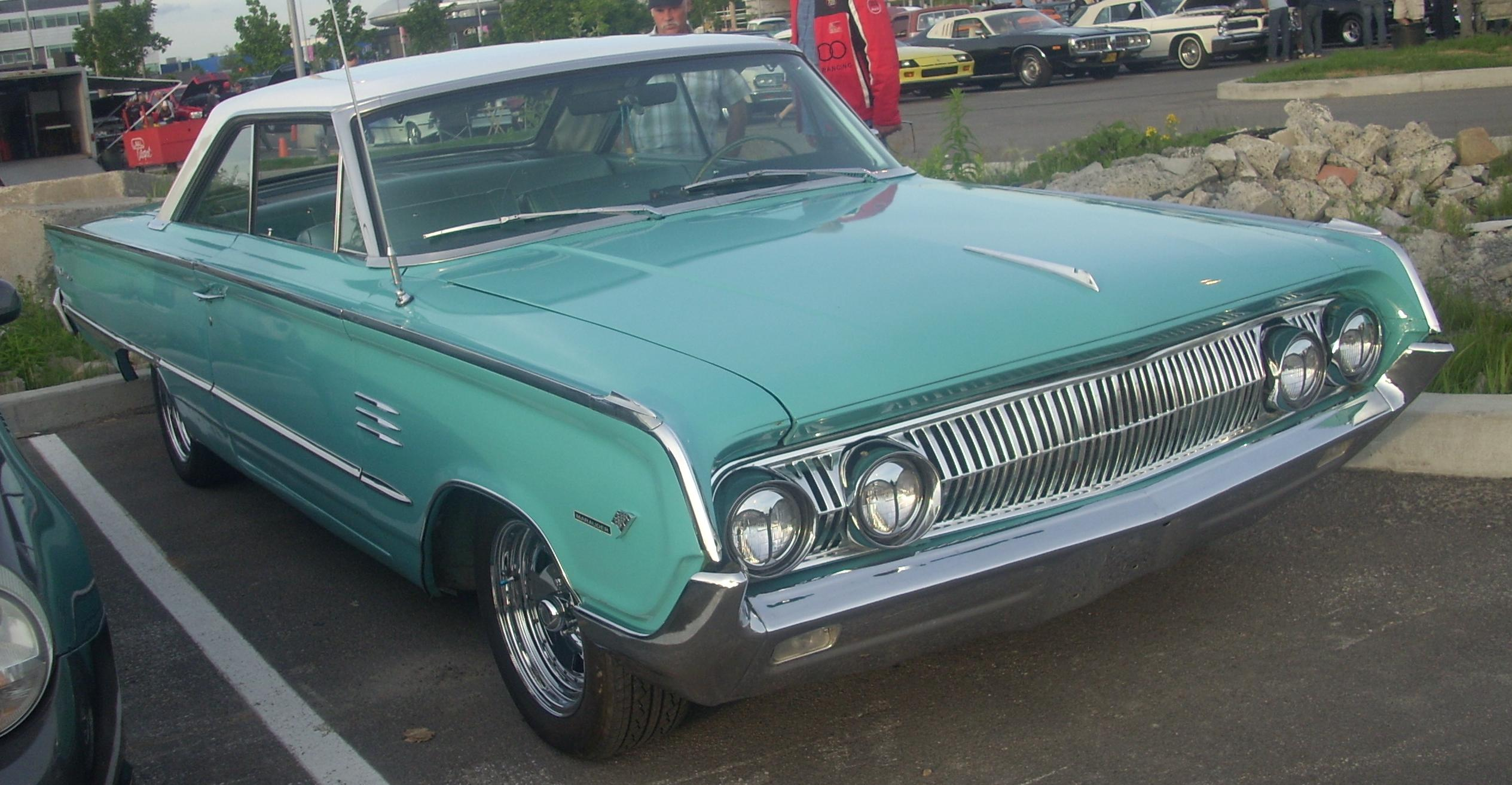
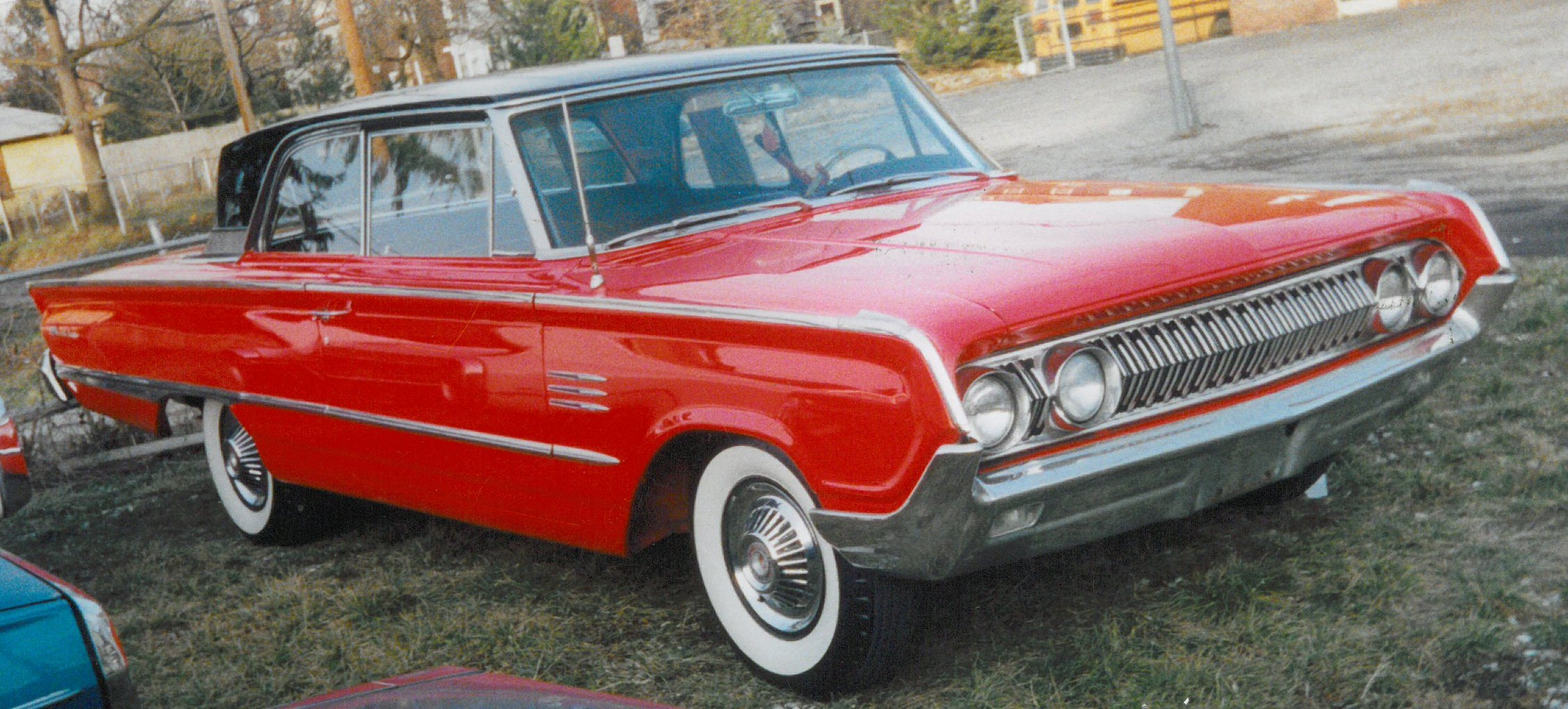
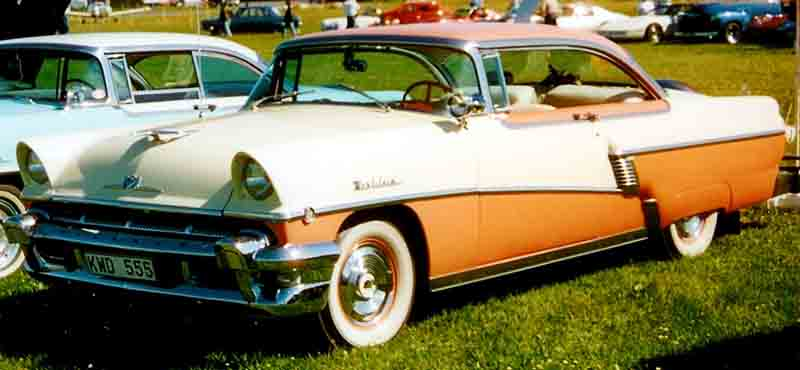
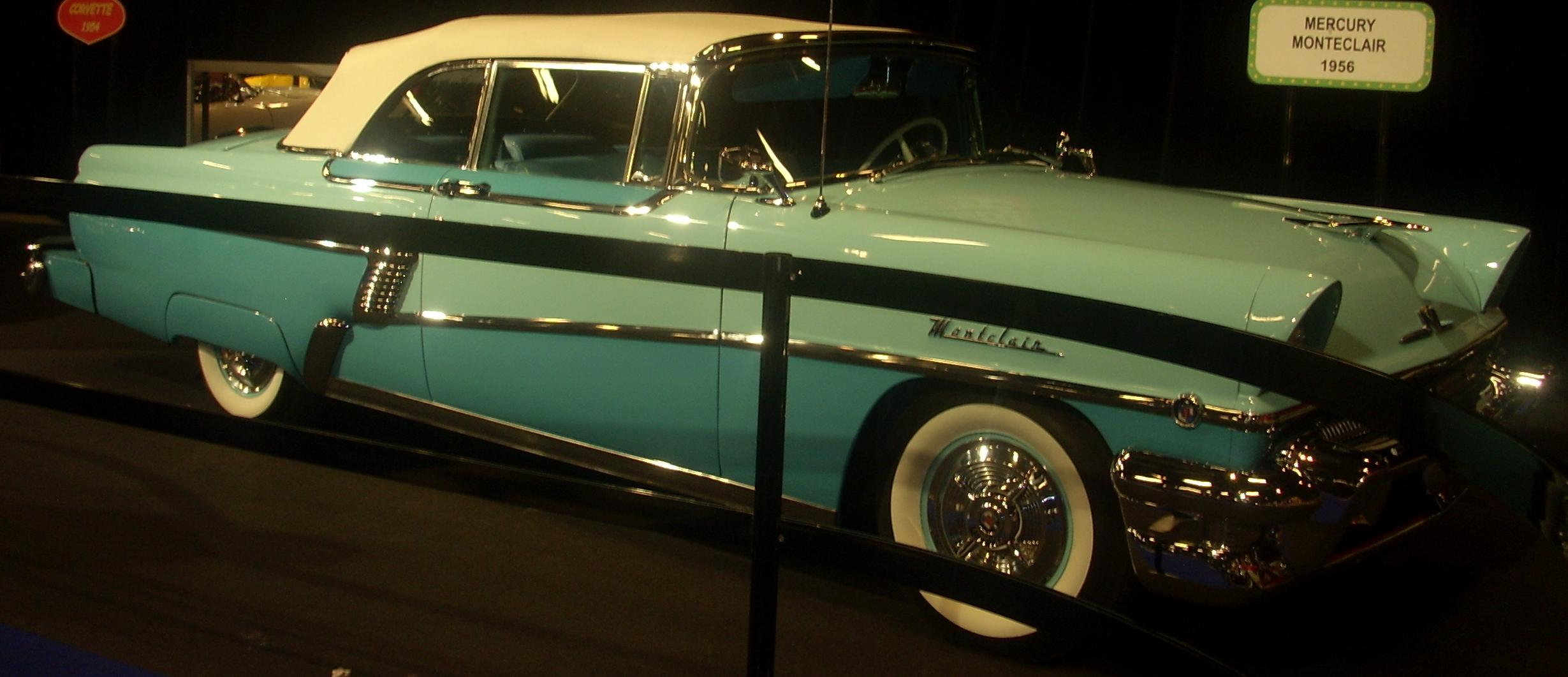